# Capão Alto
Pour les articles homonymes, voir Capão.
Capão Alto est une ville brésilienne de l'intérieur de l'État de Santa Catarina.

## Géographie
Capão Alto se situe par une latitude de 27° 56′ 13″ sud et par une longitude de 50° 30′ 43″ ouest, à une altitude de 1 022 mètres. Sa population était de 2 753 habitants au recensement de 2010. La municipalité s'étend sur 1 335 km2.
Elle fait partie de la microrégion de Campos de Lages, dans la mésoregion Serrana de Santa Catarina.

## Villes voisines
Capão Alto est voisine des municipalités (municípios) suivantes :
- Campo Belo do Sul
- Lages
- Vacaria dans l'État du Rio Grande do Sul
- Bom Jesus dans l'État du Rio Grande do Sul